# Distortia minimalis
Distortia minimalis är en fjärilsart som beskrevs av Hans Georg Amsel. Distortia minimalis ingår i släktet Distortia och familjen mott. Inga underarter finns listade i Catalogue of Life.